# Anna Polina
Anna Polina (San Petersburgo, 11 de septiembre de 1989) es una actriz pornográfica y modelo rusa nacionalizada francesa.

## Carrera profesional
Anna Polina nació en la Unión Soviética, en la ciudad de San Petersburgo el 11 de septiembre de 1989 y vivió en Rusia hasta los diez años de edad antes de instalarse en Francia con su familia. Anna Polina inicialmente estudió en la facultad de derecho con intención de ser abogada, pero rápidamente se sintió atraída por el encanto y el mundo de la pornografía. Sus primeras escenas en el año 2008 las realizó bajo el nombre de Lea Delmas, antes de tomar un descanso hasta febrero de 2010 cuando comenzó su carrera con el nombre de Lilith Marshall luego de decidirse por Anna Polina. Durante el verano de 2010 se sometió a una operación de aumento de pecho, dándose a conocer a los grandes directores franceses como John B. Root, y en diciembre de 2010 pasó a formar parte de la productora de Marc Dorcel. 
En 2010, Polina protagonizó la película pornográfica de terror Echap y es una de las actrices principales de la película Inglorious Bitches, versión pornográfica de Inglourious Basterds. En 2011 apareció en dos documentales de televisión sobre cine para adultos en Le Rhabillage de France 2 y Star du X, comment en sortir indemne? de Direct 8.
A finales de 2011, su fama creció a nivel internacional y fuera del universo pornográfico cuando Marc Dorcel decidió patrocinar a un piloto francés de Rally Dakar 2012, Hugo Payen. Polina estuvo presente en el cierre de la competición en Lima, Perú, como representante promocional de la productora Marc Dorcel y apoyar a Payen, que corría con una moto Yamaha número 69 con la imagen de Polina serigrafiada.
En enero de 2012, fue nombrada Artista femenina extranjera del año en los Premios XBIZ. También condujo un programa de radio en Oui FM: "Porn to be Wild" (http://www.ouifm.fr/category/porn-to-be-wild), dedicado a las películas porno, emitido los domingos de madrugada.

## Premios y nominaciones
- Ganadora del Venus Award 2011 — Mejor estrella joven[10]
- Nominada al AVN Award 2012 — Mejor actriz extranjera del año[11][12]
- Ganadora del Premio XBIZ 2012 — Mejor actuación extranjera del año[10][13]